# Data Privacy Framework
Il Data Privacy Framework EU-US (DPF) è un nuovo accordo per il trasferimento di dati personali tra Unione europea e Stati Uniti d'America, entrato in vigore in seguito alla decisione di adeguatezza della Commissione Europea del 10 Luglio 2023. 
Regola e rende più agevoli per le società i trasferimenti di dati personali tra UE ed USA, nel rispetto del Regolamento generale sulla protezione dei dati e limitatamente alle società con sede in USA che aderiscono a tale accordo (e quindi siano registrate nell'apposito elenco consultabile sul sito ufficiale). Tale accordo, infatti, permette che tali trasferimenti siano effettuabili anche mediante la base giuridica di questa decisione di adeguatezza.
Non si tratta quindi di un accordo valido ed utilizzabile a prescindere per tutte le società con sede in USA, ma solamente per quelle che aderiscono esplicitamente all'accordo (mediante un procedimento di auto-certificazione).
Il nuovo accordo va a sostituire il precedente accordo Scudo UE-USA per la privacy che aveva finalità analoghe, in quanto quest'ultimo è stato invalidato dalla Sentenza Schrems II della Corte di Giustizia dell'Unione Europea del 16 Luglio 2020.